# 阿卜杜利諾區

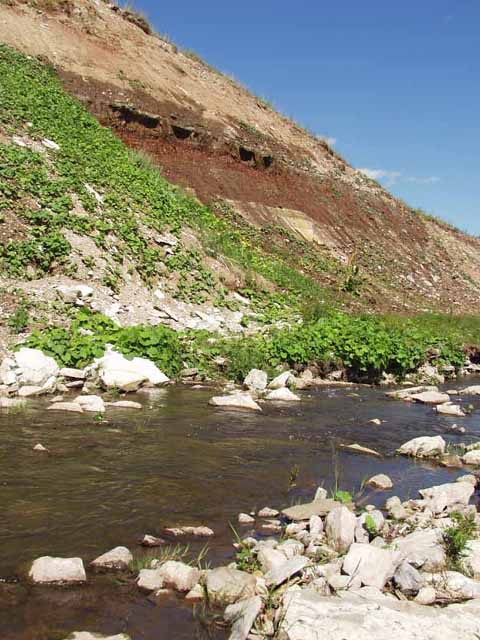

53°42′N 53°39′E / 53.700°N 53.650°E
阿卜杜利諾區（俄语：Абдулинский район），是俄羅斯的一個區，位於該國西南部，由奧倫堡州負責管轄，面積1,700平方公里，2010年人口10,373，人口密度每平方公里6.1人。